# Чечик, Джеремайя
Джеремайя С. Чечик (англ. Jeremiah S. Chechik; род. 1955, Монреаль, Квебек) — канадский кинорежиссёр, наиболее известный созданием таких фильмов и сериалов, как «Рождественские каникулы», «Бенни и Джун», «Дьяволицы», «Мстители» и «Вампир Реджинальд».

## Карьера
Чечик начал свою карьеру в 1989 году.
Он был номинирован на премию «Золотая малина» в 1998 году как худший режиссёр за фильм «Мстители», но проиграл Гасу Ван Сенту за его ремейк «Психо» Хичкока.
В 2007 году Чечик снял все восемь серий сериала «Бронкс пылает» с Оливером Платтом в главной роли, за что был номинирован на премию Гильдии режиссёров США. В 2008 году он и продюсер Майкл Бирнбаум приобрели права на экранизацию «Дома Ночи», серии книг о юных вампирах, написанной авторами Филис Каст и её дочерью Кристин.
Его фильм «Люблю твою жену» был показан в разделе «Гала-презентация» на Международном кинофестивале в Торонто в 2013 году.